# Economie creativă (sistem economic)
O economie creativă este bazată pe folosirea imaginației creative cu scopul de a amplifica valoarea unei idei. John Howkins a creat acest concept în 2001 pentru a descrie anumite sisteme economice în cadrul cărora valoarea depinde de originalitate și creativitate, și nu de resursele tradiționale precum proprietățile, forța de muncă sau capitalul.  În comparație cu industriile creative, care sunt limitate la anumite sectoare, termenul de „economie creativă” descrie creativitatea la nivelul întregii economii.
Unii specialiști susțin că acest concept este caracteristica definitorie a sistemelor economice dezvoltate în secolul XXI, jucând același rol ca automatizarea în secolul al XIX-lea și începutul secolului XX.

## Definițiile unei economii creative
Definițiile unei economii creative moderne continuă să evolueze. Atunci când a introdus acest termen în 2001, John Howkins l-a corelat cu arta, serviciile și bunurile culturale, jucăriile și jocurile, cercetarea și dezvoltarea.
Cele mai uzuale modele de economie creativă au mai multe elemente în comun. Modelul bazat pe creativitate al lui Howkins include toate tipurile de creativitate, exprimate prin artă sau prin inovare. Modelele bazate pe cultură sunt mai restrânse și se concentrează asupra artelor, designului și mass-mediei, fiind axate pe un sector industrial specific. Acest termen a început să facă referire la totalitatea activităților economice care depind de creativitate pentru a crește valoarea economică, indiferent dacă rezultatul implică un element cultural sau nu. În această conceție, ideea de economie creativă se aplică în orice situație în care creativitatea este principala sursă de dezvoltare valorică și principala cauză a unei tranzacții.
Există mai multe moduri de a analiza o economie creativă. Putem folosi aceiași indicatori ca și în alte sisteme economice, spre exemplu producția, cheltuielile de consum, ocuparea forței de muncă și comerțul. Afacerile mai folosesc de asemenea și evaluări, lanțuri valorice, prețul și date tranzacționale. Mai există și alți indicatori care se axează pe proprietatea intelectuală, dar măsurarea unor active care nu sunt materiale, precum ideile, designul, marca  sau stilul reprezintă o provocare. De asemenea, natura acestei forțe de muncă este diversă, cu o proporție foarte mare de angajați cu jumătate de normă, majoritatea tranzacțiilor nefiind din sfera celor financiare.
Guvernele reușesc cu greu să adapteze acttivitatea instituțiilor de statistică pentru a cuprinde aceste noi forme de ocupație, producție și tranzacții creative. Ca rezultat, informațiile naționale cu privire la ocuparea forței de muncă, PIB(produsul intern brut) și comerț nu sunt de obicei suficient de precise. Statele Unite ale Americii și Regatul Unit sunt în procesul de ajustare a instituțiilor de statistică pentru a-și măsura sistemele economice creative cu o mai mare acuratețe.

## Istoric
Bazele economiei creative de astăzi au la bază două mari caracteristici: natura forței de  muncă și în mod special relația dintre o persoană și munca sa. Această primă caracteristică a luat naștere odată cu revoluția industrială și s-a axat pe urbanizare, informație și cunoaștere, fiind dezvoltată de către economiștii și scriitori manageriali. În a doua jumătate a secolului al XX-lea aceste idei erau reprezentate de Societatea Post-Industrială, Societatea Informațională, Societatea Cunoașterii și Societatea în Rețea. Aceste concepte puneau în prim plan informația și cunoașterea în defavoarea ideilor noi ale unei singure persoane și făcea referire doar într-o mică măsură la creativitatea unei persoane sau a contextului cultural.
Cea de-a doua caracteristică era reprezentată de arte și cultură. Europa a început să recunoască elementele economice ale culturii și să dezvolte conceptele unor industrii culturale și creative în jurul anilor 1990. Acestea prioritizau cultura, design-ul și mass-media. Această mișcare a fost inițiată de Departamentul Britanic pentru Cultură, Mass-media și Sport (DCMS), care a desemnat 14 industrii creative în anul 1998, ulterior reducând numărul acestora la 12.
Alte evoluții la finele secolului au fost clasa creativă a lui Richard Florida și orașul creativ al lui Charles Landry. Rolul principal al creativității individulului ca o sursă definitorie a noului sistem economic a fost teoretizat de către John Howkins în 2001. Acesta a pus în primul plan creativitatea în defavoarea informației ori a culturii. El definește produsul creativ ca un bun, serviciu sau experiență economică rezultat din creativitate și caracterizându-se prin personalitate, inovație și însemnătate. Acesta menționează faptul că produsul creativ are două caracteristici definitorii corelate între ele: el rezultă din creativitate iar valoarea sa economică se bazează pe creativitate. A doua ediție a cărții lui Howkins, Economia Creativă din 2013 prezintă o și mai mare recunoaștere a importanței creativității și nevoia de a include toate activitățile economice.
Howkins confirmă faptul că astfel de economii creative s-au regăsit în multe societăți de-a lungul timpului. „Creativitatea nu este un concept nou, și nici economia, dar ceea ce este nou este această relație dintre cele două”. El sugerează ca această nouă relație are efecte pozitive asupra învățământului superior, schimbări în modelele de ocupare a forței de muncă, liberalizarea pieței, salarii medii mai ridicate, mai mult timp liber și o urbanizare în creștere.
În 2013, Fundația Națională pentru Știință, Tehnologie și Arte din Marea Britanie a criticat abordarea bazată pe cultură a guvernului Regatului Unit spunând:„ De exemplu, această definiție nu include un program de segmentare suficient de cuprinzător (și în continuă creștere) a industriilor creative”. Aceasta propune un nou model bazat pe intensitatea creativă care utilizează un set de cinci criterii pentru a măsura creativitatea unei anumite ocupații, indiferent dacă acest angajat este într-o industrie respectivă. Aceste criterii constau în inovație, rezistența la mecanizare și lipsa repetiției.
Economiile creative sunt mai des întâlnite în sisteme economice bazate pe economia piață unde pot beneficia de libertate artistică și intelectuală, lipsa cenzurii, acces la cunoaștere, valabilitatea unui capital privat și libertatea de a pune un preț pe piață, precum și posibilitatea populației de a alege ce produs să cumpere ori să închirieze. Economiile comandate pot permite unor anumite persoane să fie creative dar nu pot susține o economie creativă. Dezvoltarea economiei Chinei din 1980 și până acum a fost stimulată de creativitate și inovație bazate pe piață. Europa, America, Japonia, China și alte țări consideră creativitatea ca fiind forța economică dominantă ce afectează locurile de muncă, creșterea economică și asistența socială. Forumul din 2014 al OCDE declară: „Creativitatea și inovația conduc acum economia, schimbând întregi sectoare industriale și stimulând creșterea incluziunii”.

## Probleme
Conform lui Howkins, problemele curente din economia creativă includ: Estetica, Branding, Modelele de afaceri (lanțuri valorice), Rețelele (Sisteme, Ecologice), Cultura (valorile intrinsece și instrumentale), Educația și Învățământul, Proprietatea intelectuală ( sursă publică și proprietară), Management, Digitalul și Online-ul, Politica, Prețul, Statistica publică ( definiții), Programele software, companiile și afacerile noi, taxe și impozite, designul urban și forța de muncă.